# Cachat
Le (ou la) cachat ou cacha est un fromage fort, originaire du Comtat Venaissin, élaboré sur le piémont du mont Ventoux, dans le département de Vaucluse. Il porte aussi le nom de fort du Ventoux.  

## Étymologie
Le Centre national de ressources textuelles et lexicales le définit ainsi : « Fromage pétri qui acquiert par fermentation un goût extrêmement piquant. Ce nom est emprunté au participe passé du verbe provençal cachar (écraser, presser), lui-même issu du latin coactare (forcer) fréquentatif de cogere (cacher). ». Son nom est pour la première fois attesté en français dans le dictionnaire Larousse de 1866.  
Un proverbe provençal dit du cachat : « Uno brigo fa manja un pan » (une miette en fait manger un pain) tellement cette préparation est forte, certains disent même redoutable.

## Origine
Le (ou la) cachat, traditionnel tout autour du Ventoux, cousine avec la pétafine du Dauphiné ou la cachaille de Haute-Provence,. Son origine l'a fait aussi surnommé fromage fort du mont Ventoux ou Fort du Ventoux. Le cachat se nomme aussi en Basse-Provence lou fromagi coueint (le fromage cuisant),. Dans la région de Malaucène, on prononce catchat. 

## Ingrédients
Cette préparation fromagère, qui doit se présenter avec la consistance d'une pâte de fromage fondu, est élaborée à partir de restes de vieux fromages secs ramollis et mélangés,. Les ingrédients qui y sont ajoutés varient selon le lieu de production : sel, poivre, ail, oignons, bouillon de légumes, rasade d'eau-de-vie, verre de vin blanc, crème fraîche, petit lait. 
Le cachat est généralement fabriqué à base de fromages à lait de chèvre ou de lait de brebis, ou d'un mélange des deux. Il peut y être adjoint des morceaux de fromages bleus. Après avoir malaxé ces ingrédients, la pâte fromagère doit être affinée en pot tout au cours de l'hiver.

## Préparation

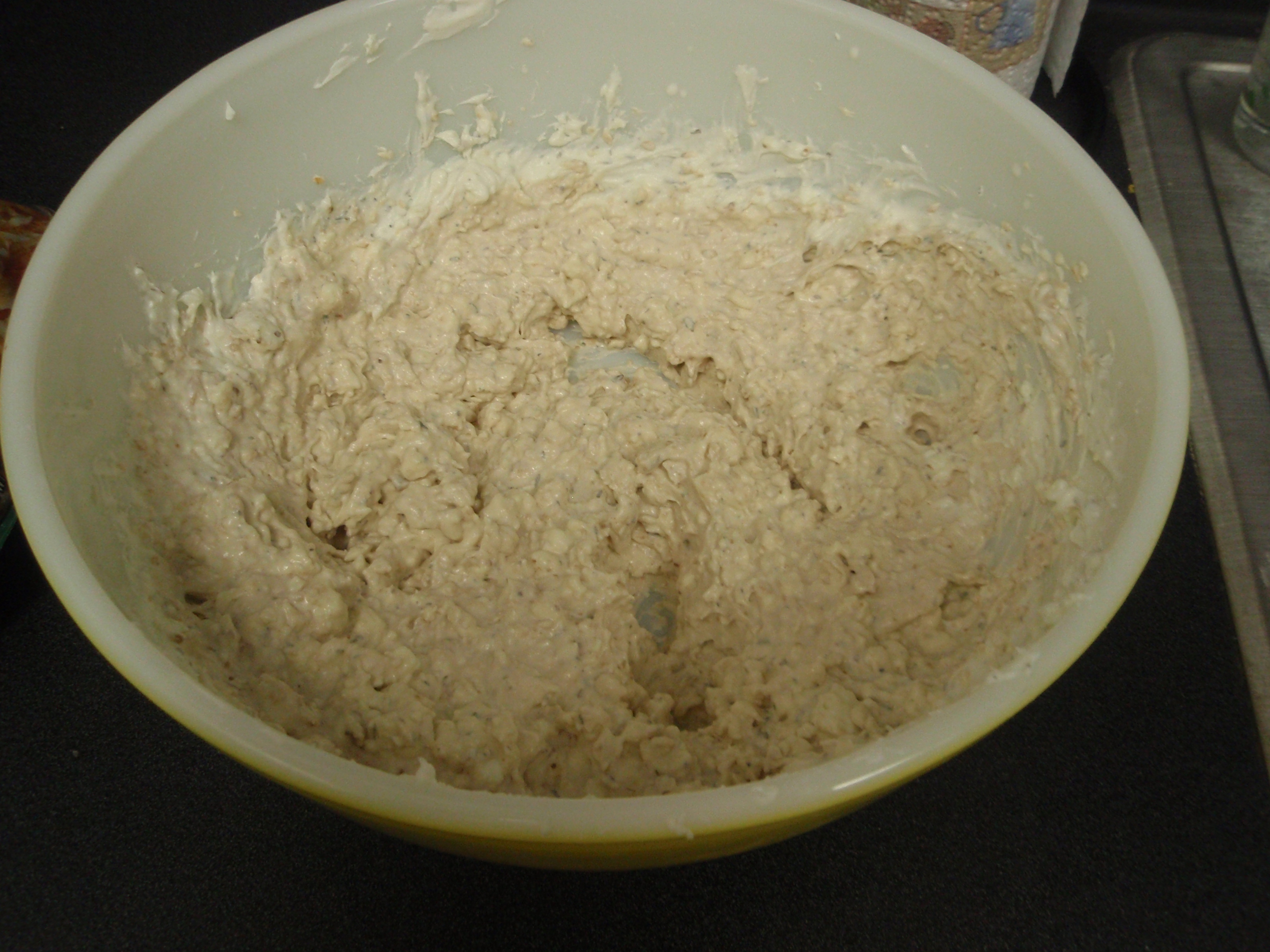
Préparation du cachat.

C’est encore une préparation domestique et traditionnelle. Les différents morceaux de fromages et les autres ingrédients sont rassemblés dans une jarre en terre. Le plus utilisé est un grand pot de grès (environ 10 litres). On y fait ensuite aigrir du lait caillé et l'on élimine au fur et à mesure le petit lait. Pour accélérer la fermentation, il y est ajouté du fromage persillé et une rasade d'eau-de-vie qui permet d'éviter toute infection microbienne et relève la saveur. Au caillé peut être substitué de la faisselle, de la brousse, du beurre et du lait. Il y est ajouté une ou deux gousses d'ail haché. Le tout est bien mélangé et gardé durant au moins trois semaines. Cette mixture se transforme alors en une crème onctueuse de haut goût qui va s'amplifiant avec le vieillissement.

## Confusion
Cette préparation, quand elle fermente, développe au nez des arômes puissants et un goût robuste où dominent des notes agrestes et très persistantes qui tapissent la bouche et chauffent le palais, la finale étant marquée par une pointe piquante. Il est considéré comme le fromage des amateurs d'émotions fortes.
Seuls ceux qui ne le connaissent que par ouï-dire peuvent confondre le cachat avec une autre fromage tel que le foudjou  et affirmer : « Très molle, sa pâte est blanche et fraîche, il a une légère odeur lactique et son goût est doux et crémeux. ». Une erreur qui se retrouve même sur le site de l'un des plus grands affineurs de fromages en France. Après qu'il a été défini comme une petite tomme du mont Ventoux, il y est expliqué que lorsqu'il a été affiné, pilé et malaxé, il devient le foudjou que l'on appelle aussi fromage fort du mont Ventoux. 

## Consommation
Le cachat, suivant les régions provençales, figure parmi les treize desserts de Noël. C'était aussi un mets courant puisqu'il se mangeait autrefois au casse-croûte du matin ou délayé en sauce sur des pommes de terre en robe des champs. Le plus souvent, les paysans et les bergers le consommaient tartiné sur d'épaisses tranches de pain grillé qui avaient été poivrées et s'accompagnaient d'oignons crus. 
Cette recette fromagère demande un certain entretien, on dit que le cachat s'alimente. Après chaque ponction, il y est ajouté, au fur et à mesure, une quantité équivalente de fromage fait, sous forme de restes coupés ou râpés. Il faut aussi remettre de temps en temps un peu d'alcool. Si le mélange a tendance à devenir trop épais ou trop fort, il est nécessaire d'y rajouter un peu de fromage frais ou de lait. De plus, il est impératif de remuer et de touiller régulièrement la préparation pour la garder homogène.

## Cachat dans les arts et les lettres
Frédéric Mistral, le cite dans Mireio sous le nom de cachat roudoulent (odorant), et le définit ainsi « Fromage pétri et fermenté, fort usité dans les campagnes de Provence et connu jusqu'à l'extrême nord du pays d'Oc. ».
Léon Daudet, en 1914, écrivait dans Fantômes et vivants : « Séparé du monde par une cloison de verre, le terrible cacha, fromage frénétique, conservé entre des feuilles de vigne ou de mûrier, concentrait en lui-même ses arômes délectables et redoutés. ».
Dans le numéro 3 de la revue Les Carnets du Ventoux, éditée en 1992, Claude Bernard narre l'horrifique aventure arrivée à un groupe de chasseurs composé de notables de la région du Ventoux. Chaque année pour l'ouverture de la chasse, ces médecins, notaires, avocats et autres pharmaciens avaient pris l'habitude de casser la croûte près d'un vieux jas où le berger, fort civilement, leur offrait le cachat. Il se trouve que le fort du Ventoux fut cette fois-ci très apprécié, la moitié du pot ayant été ingurgitée. Pour faire pardonner leur gourmandise messieurs les notables se permirent de demander des nouvelles du greffier de la bergerie. Le propriétaire n'eut même pas le temps de répondre qu'au bout de la spatule apparut une forme blanchâtre qui avait une tête, quatre pattes et une queue. C'était le chat du berger. Pas plus émotionné que ça, ce dernier commenta : « Je me demandais où il avait bien pu passé le minet, il était donc là ». L'écœurement fut général et les vomissements aussi. Ce fut la dernière fois que les notables dégoûtés montèrent jusqu'au jas.  
Dans le film Les Bronzés font du ski, la foune offerte en tartine aux skieurs est une inspiration du cachat.